# Maximilian von Hoen
Pour les articles homonymes, voir Hoen.
Maximilian Ritter von Hoen, né le 17 février 1867 à Fulda en Hesse et mort le 2 septembre 1940 à Vienne, est un Feldmarschall-Leutnant impérial et royal austro-hongrois, historien militaire et directeur des archives de guerre à Vienne. 

## Biographie
Après avoir fréquenté l'Académie militaire thérésienne, il est promu leutnant de l'armée impériale et royale en 1887, diplômé de l'Imperial and Royal et est affecté à l'état-major général en 1893. De 1903 à 1911, il travaille au département d'histoire militaire des archives de guerre.
Le 21 novembre 1911, il est promu colonel et, de 1911 à 1912, il dirige le bureau de presse du ministère de la Guerre en tant que membre du comité exécutif, puis il travaille à nouveau aux archives de guerre. Pendant la Première Guerre mondiale, il a dirige le Bureau de presse impérial et royal. Le 11 mars 1915, il est promu major général et le 10 mars 1918, Feldmarschall-Leutnant.
À partir de 1916, il a été directeur des archives de guerre, qu'il a pu conserver après 1918 en tant qu'institution de recherche reconnue internationalement et qu'il a dirigée jusqu'en 1925. Il a été l'auteur, le co-auteur et l'éditeur de nombreuses publications sur l'histoire militaire.